# Liste der Kulturdenkmäler in Oberhambach
In der Liste der Kulturdenkmäler in Oberhambach sind alle Kulturdenkmäler der rheinland-pfälzischen Ortsgemeinde Oberhambach aufgeführt. Grundlage ist die Denkmalliste des Landes Rheinland-Pfalz (Stand: 12. Juni 2023).

## Einzeldenkmäler
| Bezeichnung | Lage                       | Baujahr | Beschreibung             | Bild |
| ----------- | -------------------------- | ------- | ------------------------ | ---- |
| Portal      | Hauptstraße, an Nr. 2 Lage | um 1700 | Oberlichtportal, um 1700 | BW   |